# Róza Jokai
Róza Jókai, född Laborfalvi 8 april 1817 i Miskolc, död 20 november 1886 i Budapest, var en ungersk skådespelerska. Hon var dotter till skådespelaren Benke-Laborfalvi. 

## Biografi
Fadern var vid hennes födelse lärare i en flickskola, där hon fick sin undervisning. 1833 debuterade hon i en barnroll och 1838 anställdes hon vid teatern i Budapest. Hon räknades som en av Ungerns nationalteaters främsta skådespelare under 1800-talet. Bland hennes roller fanns: Gertrud i det ungerska nationaldramat "Bank-Bán’", Adrienne Lecouvreur, Volumnia i Shakespeares "Coriolanus", Thisbe i Victor Hugos "Angelo". Maria Stuart i Schillers sorgspel. Hon spelade även ofta bondkvinnor i ungerska folklustspel. 
Vid revolutionen 1848 stängdes teatern, och hon gifte sig med författaren Mauras Jokai. Hon lyckades rädda honom undan avrättning vid Komorns kapitulation 1849. Hon återvände sedan till teatern och var där verksam till 1860-talet. Den 3 december 1883 firades hennes 50-års sceniska jubileum, och hon fick på scenen av den ungerske ministerpresidenten István Tisza motta en medalj i guld och ett brev från kejsar Frans Josef.